# Костенецкие
Костенецкие  — малороссийский дворянский род.
Потомство шляхтича Назария Костенецкого (1664).
Род внесен во II часть родословной книги Черниговской губернии.

## Описание герба
В лазоревом поле опрокинутое сердце, увенчанное тремя серебряными стрелами и обремененное тремя золотыми кавалерскими крестами: 1 и 2.

## Известные представители
- Костенецкий, Василий Григорьевич (1769—1831) — генерал-лейтенант.
- Костенецкий, Яков Иванович (1811—1885) — русский писатель;